# Stemma di Acquaviva delle Fonti
Lo stemma di Acquaviva delle Fonti, emblema raffigurativo del comune di Acquaviva delle Fonti, è composto da uno scudo sannitico sul cui sfondo azzurro è rappresentata una fontana monumentale argentea che riversa due getti d'acqua in due vasche sottostanti. Lo scudo è timbrato da una corona da comune ed è ornato da un ramo di alloro a sinistra e da uno di quercia a destra, incrociati e legati da un nastro rosso.
Si tratta di uno stemma parlante, poiché ricorda il nome del comune, ed è anche testimonianza dei numerosi pozzi sorgivi e artesiani del paese.

## Blasonatura
La blasonatura araldica dello stemma attuale, riconosciuta assieme a quella del corrente gonfalone con il decreto del Presidente del Consiglio dei ministri n. 6 del 21 gennaio 1962, è la seguente:

## Storia
Due degli stemmi acquavivesi più antichi ancora oggi visibili sono quelli posti sugli ingressi laterali della concattedrale di Sant'Eustachio Martire, i quali, identici tra loro, non recano alcuna scritta.
Una descrizione posta in un documento del 1664, conservato presso la Biblioteca Casanatense, a Roma, riporta che l'allora emblema di Acquaviva contenesse una fontana dalla quale sgorgassero due ruscelli che in seguito divenissero un fiume il quale sboccasse nel mare. Tale stemma conteneva anche il motto «Hic Tandem Quiescimus», tradotto dal latino: "qui finalmente ci acquietiamo".
Quando il nobile Carlo I de Mari ottenne il titolo di principe di Acquaviva dalla regina consorte di Spagna Marianna d'Austria, il 18 dicembre 1665, nella propria arme fece sormontare la fontana da una corona principesca e sullo stemma fece applicare il motto «Pura Defluit», tradotto dal latino: "scorre limpida".
Il 25 febbraio 1936, con decreto del capo del governo, venne riconosciuto lo storico emblema con l'aggiunta del capo del Littorio, obbligatorio per tutti gli stemmi di comuni, province ed enti morali e parastatali durante il regime fascista. Nello stesso anno, l'11 maggio, con regio decreto venne concesso il gonfalone.